# سوتیسلاو شاشیچ

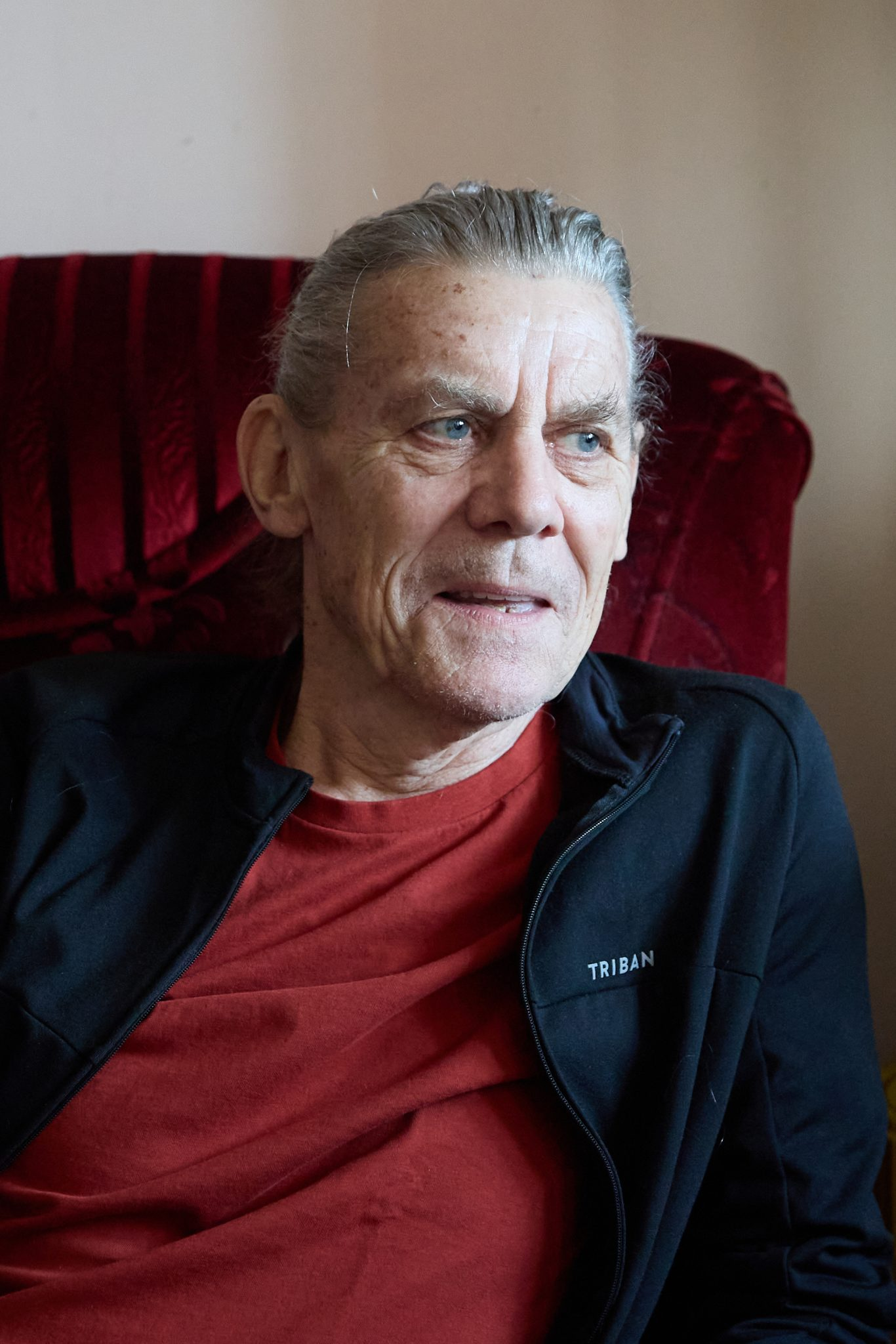

سوِتیسلاو شاشیچ (مجاری: Sasics Szvetiszláv؛ زادهٔ ۱۹ ژانویهٔ ۱۹۴۸) ورزشکار پنج‌گانه مدرن اهل مجارستان است.
وی در مسابقات کشوری و بین‌المللی در مجموع برندهٔ ۱ مدال برنز شده‌است.